# Giovanni Michiel
Giovanni Michiel (Venecia, 1446 - Roma, 11 de abril de 1503) fue un eclesiástico italiano, cardenal nepote de Paulo II, obispo de Verona y de Padua y patriarca de Constantinopla. 

## Biografía

Armas de los Michiel.

### Familia
Hijo de Lorenzo Michiel y de Nicolosa Barbo, pertenecientes al patriciado de la República de Venecia, fue el único varón entre cuatro hermanas: Eugenia, Laura, Elisabetta y Elena.
Su carrera eclesiástica estuvo decisivamente favorecida por el parentesco de su familia: su madre era hermana de Pietro Barbo, que fue cardenal nepote del papa Eugenio IV, que a su vez lo había sido de Gregorio XII.  

### Carrera eclesiástica

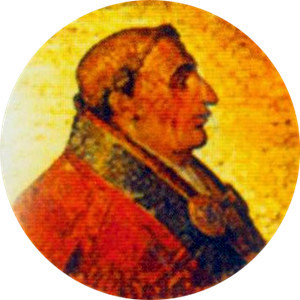
Paulo II.

Michiel residió durante su juventud en Roma junto a su tío el cardenal, y cuando en 1464 éste fue elegido papa progresó rápidamente.  Fue nombrado abad comendatario de varios monasterios en Italia, en 1467 protonotario apostólico y en el consistorio del 21 de noviembre de 1468 fue creado cardenal junto a su primo Giovanni Battista Zeno; recibió el título de Santa Lucía en Septisolio, que dos años después cambió por el de Santo Angelo in Pescheria.

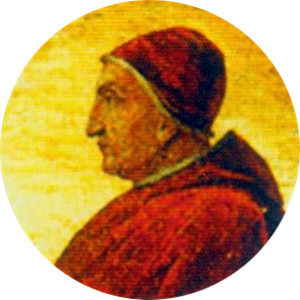
Sixto IV.

Nombrado obispo de Verona en 1471, no pudo tomar posesión de la diócesis hasta varios años después por la oposición de las autoridades venecianas, pues en aquellos tiempos se descubrió la implicación de su primo Battista Zeno en una trama de espionaje destinada a informar a la Santa Sede de los secretos de estado de Venecia; no hay pruebas de que Michiel estuviera involucrado en los hechos, pero de todas maneras le salpicó la desconfianza del Senado veneciano.

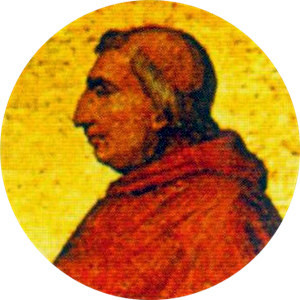
Inocencio VIII.

Fue camarlengo del Colegio Cardenalicio en 1484, cardenal de San Marcello ese mismo año, obispo de Padua entre 1485-87, legado pontificio para la firma de la paz en la guerra contra el Reino de Nápoles en 1486, cardenal obispo de Albano y Palestrina en 1491, de Porto-Santa Rufina en 1492, Patriarca de Constantinopla desde 1497 y protector de los servitas, e intervino en los cónclaves de 1471, 1484 y 1492 en los que fueron elegidos papas Sixto IV, Inocencio VIII y Alejandro VI.

### Muerte

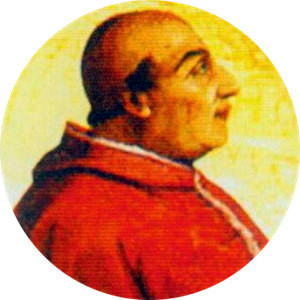
Alejandro VI.

En abril de 1503 cayó repentinamente enfermo y murió dos días después entre sospechas de haber sido envenenado.  Al morir sin testamento, sus riquezas, valoradas en cerca de 150.000 ducados, pasaron a la Cámara Apostólica.   
Tras la muerte de Alejandro VI, ya durante el pontificado de Julio II, las investigaciones sobre su muerte siguieron su curso; el maestro de casa de Michiel, Asquino di Colloredo, fue hallado culpable y decapitado en Campidoglio el 16 de marzo de 1504 tras haber confesado bajo tormento haber cometido el asesinato por encargo de Alejandro VI y de su sobrino Cesare Borgia.
Michiel fue sepultado en la Iglesia de San Marcello al Corso de Roma, donde en 1520 su amigo Giacomo Orso encargó a Jacopo y Andrea Sansovino la construcción de un doble monumento fúnebre en memoria de su hermano Antonio Orso y del cardenal Michiel.

## Referencias

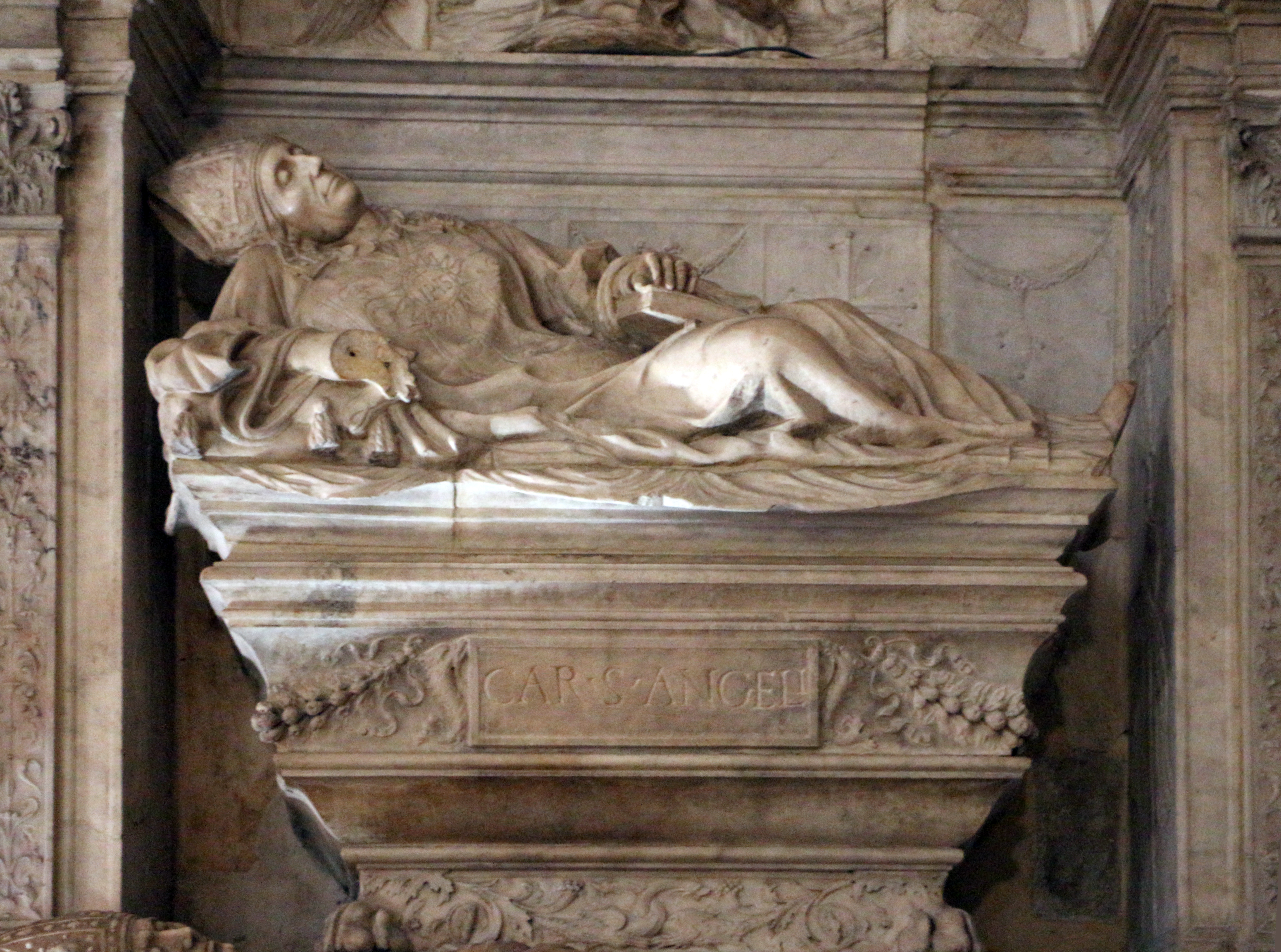
Sepultura del cardenal Michiel en San Marcello al Corso de Roma.